# 성경화
성경화(成京花, 1965년 7월 20일~)는 대한민국의 핸드볼 선수이다. 1984년 하계 올림픽에서 은메달, 1988년 하계 올림픽에서 금메달을 획득하는데 기여했다.
2016년부터 대한핸드볼협회 부회장으로 재직 중이다.